# 霍羅迪謝 (特諾皮爾市鎮)
49°43′53″N 25°25′22″E / 49.73139°N 25.42278°E
霍羅迪謝（羅馬化：Horodyshche）是烏克蘭的村落，位於該國西部捷爾諾波爾州，由捷爾諾波爾區負責管轄，處於塞雷特河畔，距離諾西夫齊1.5公里，始建於1564年，2001年人口129。